# Czingiz Ałłazow
Czingiz Ałłazow (ros. Чинги́з Алла́зов; biało. Чынгiз Аллазаў, Czynhiz Ałłazau; ur. 10 czerwca 1993 w Gardabani) – białoruski kick-boxer azerskiego pochodzenia, dwukrotny zawodowy mistrz świata WAKO Pro w wadze średniej (2015) i super półśredniej (2016) oraz K-1 w wadze super półśredniej (2017).

## Kariera sportowa
Urodził się w małej wiosce Jandari w Gardabani (Gruzja) na granicy gruzińsko–azerskiej w rodzinie wywodzącej się z azerskiej mniejszości narodowej. Mając 9 miesięcy przeprowadził się z rodziną na Białoruś. W wieku 9 lat zaczął trenować kickboxing w klubie Chinuk Gym w Mińsku.
Stoczył ok. 250 amatorskich walk, zostając m.in. pięciokrotnie mistrzem świata juniorów oraz trzykrotnym mistrzem Europy federacji IFMA w boksie tajskim. Ponadto 13-krotnie zdobywał mistrzostwo Białorusi.
Przez pierwsze lata zawodowej kariery toczył pojedynki głównie w Europie tocząc w latach 2011–2013 wygrane pojedynki m.in. z Alim Nabijewem czy Warrenem Stevelmansem. 20 kwietnia 2013 zadebiutował w GLORY w Mediolanie w walce z Ormianinem Maratem Grigorianem. Starcie ostatecznie nie zostało rozstrzygnięte, gdyż Białorusin zadał nieprzepisowy cios łokciem Ormianinowi. Do rewanżu obu zawodników doszło pod koniec roku 12 grudnia. Tym razem lepszy okazał się Grigorian, wypunktowując Ałłazowa na dystansie trzech rund.
25 stycznia 2014 podczas gali Thai Boxing Mania w Turynie zanotował drugą porażkę z rzędu oraz w karierze, ulegając po dogrywce na punkty Tajowi Sitthichaiowi Sitsongpeenong. 23 października 2014 w Lyonie wygrał turniej A1 World Grand Prix pokonując w finale Abdallaha Mabela na punkty.
17 marca 2015 wygrał czteroosobowy eliminator do turnieju Kunlun Fight World MAX 2015 i zakwalifikował się do finałowej szesnastki jednak ostatecznie nie wziął udziału w dalszej rywalizacji. 15 października ponownie zwyciężył w A1 World Grand Prix, natomiast 28 października został mistrzem świata WAKO Pro w wadze średniej po pokonaniu Francuza Djimé Coulibaly'ego jednogłośnie na punkty. Po raz drugi mistrzem WAKO Pro, tym razem wagi super półśredniej został 24 czerwca 2016 w Monte Carlo nokautując w mistrzowskim starciu Niemca Enriko Kehla w piątej, ostatniej rundzie.
1 kwietnia 2017 wziął udział w kolejnym turnieju w Chinach, tym razem organizacji Wu Lin Feng, gdzie w ćwierćfinale pokonał thai-boxera Saiyoka Pumpanmuang na punkty. W międzyczasie 18 czerwca wygrał ośmioosobowy turniej K-1 World GP -70kg World Tournament w Tokio, nokautując dwóch pierwszych rywali oraz wypunktowując w finale Yasuhiro Kido, zostając tym samym mistrzem K-1 w wadze super półśredniej. 5 sierpnia pokonał na punkty Rosjanina Dżabara Askierowa w ramach półfinału Wu Lin Feng, natomiast w finale w którym miał się zmierzyć w rewanżu z Sitthichaiem Sitsongpeenong ostatecznie nie wystąpił z powodu kontuzji.
21 marca 2018 obronił tytuł K-1, nokautując podczas gali K-1: K’Festa 1 Hinatę Watanabe w drugiej rundzie. 14 lipca 2018 podczas gali Bellator Kickboxing 10 przegrał jednogłośnie na punkty z reprezentującym Włochy Giorgio Petrosyanem.

## Osiągnięcia
- 2014: A1 World Grand Prix Tournament – 1. miejsce w wadze -70 kg
- 2015: Kunlun Fight World MAX 2015 Group H Tournament – 1. miejsce w wadze -70 kg
- 2015: A1 World Grand Prix Tournament – 1. miejsce w wadze -70 kg
- 2015: mistrz świata WAKO Pro w wadze średniej w formule K-1
- 2016: mistrz świata WAKO Pro w wadze super półśredniej w formule K-1
- 2016–2018: mistrz Nuit Des Champions w wadze super półśredniej w formule K-1
- 2017: K-1 World GP 2017 Super Middleweight Championship Tournament – 1. miejsce w wadze super półśredniej
- 2017: mistrz K-1 w wadze super półśredniej